# Вудильникові
Вудильникові (Lophiidae) — родина променеперих риб ряду Вудильникоподібні (Lophiiformes). Родина включає чотири роди, що мешкають на дні, нерідко на значній глибині, в тропічних і помірно теплих водах Атлантичного, Індійського і Тихого океанів.

## Опис
Голова велика, широка, сплющена зверху. Рот великий. Нижня щелепа виступає вперед. Зуби сильні. Тіло голе, з шкірястими виростами. Черевні плавці розташовані на горлі. Грудні плавці широкі, з добре розвиненою м'ясистою лопатою. Другий спинний і анальний плавці короткі. Промені першого спинного плавця на голові, перший промінь дуже довгий, з кулястим потовщенням або лопатою на кінці, що перетворений в своєрідне «вудилище» (ілліцій), за що ці риби і дістали свою назву. Вудилище несе на кінці «приманку», так звану еску, якою ці риби заманюють свою здобич.

## Класифікація
Родина включає 28 видів у 4 родах:
- Lophiodes, Goode & Bean, 1896 (17 видів)
- Lophiomus, Gill, 1883 (1 вид)
- Lophius, Linnaeus, 1758 (7 видів)
- Sladenia, Regan, 1908 (3 види)

## Викопні види
- Рід Eosladenia
  - Eosladenia caucasica Bannikov, 2004
- Рід Sharfia
  - Sharfia mirabilis Pietsch & Carnevale, 2011[2]